# Bacillus (insecten)
Bacillus is een geslacht van wandelende takken (Phasmatodea).

## Soorten
- Bacillus atticus Brunner-von Wattenwyl, 1882
- Bacillus grandii Nascetti & Bullini, 1982
- Bacillus inermis (Thunberg, 1815)
- Bacillus lynceorum Bullini, Nascetti & Bianchi Bullini, 1984
- Bacillus rossius Rossi, 1788
- Bacillus whitei Nascetti & Bullini, 1981